# Mosjön (Tingsås socken, Småland)
Mosjön är en sjö i Tingsryds kommun i Småland och ingår i Ronnebyåns huvudavrinningsområde. Sjön har en area på 0,15 kvadratkilometer och ligger 144,3 meter över havet. Arterna i Mosjön är: abborre, gädda (upp till 15kg), mört, braxen, sutare, ål och dammussla. 

## Delavrinningsområde
Mosjön ingår i det delavrinningsområde (626432-145320) som SMHI kallar för Utloppet av Stora Hensjön. Medelhöjden är 146 meter över havet och ytan är 19,4 kvadratkilometer. Det finns inga avrinningsområden uppströms utan avrinningsområdet är högsta punkten. Vattendraget som avvattnar avrinningsområdet har biflödesordning 2, vilket innebär att vattnet flödar genom totalt 2 vattendrag innan det når havet efter 49 kilometer. Avrinningsområdet består mestadels av skog (62 procent). Avrinningsområdet har 3,36 kvadratkilometer vattenytor vilket ger det en sjöprocent på 17,3 procent.